# Arzúa
Arzúa è un comune spagnolo di 6.490 abitanti situato nella comunità autonoma della Galizia della provincia di La Coruña nella Spagna nord-occidentale.

## Geografia

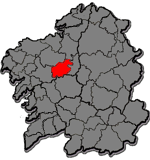
Comarca de Arzúa

Ha una superficie di 155.89 km², una popolazione di 6.315 (2012 stima), e una densità di popolazione di 40.64 persone / km².
Si tratta di uno dei comuni della Galizia con più vacche al tasso capite in Galizia. Il suo territorio è attraversato dal fiume Tambre.
Confina con i comuni di Boimorto, Melide, Santiso, Vila de Cruces, Touro, O Pino e Frades.

## Parrocchie
- Arzúa (Santiago)

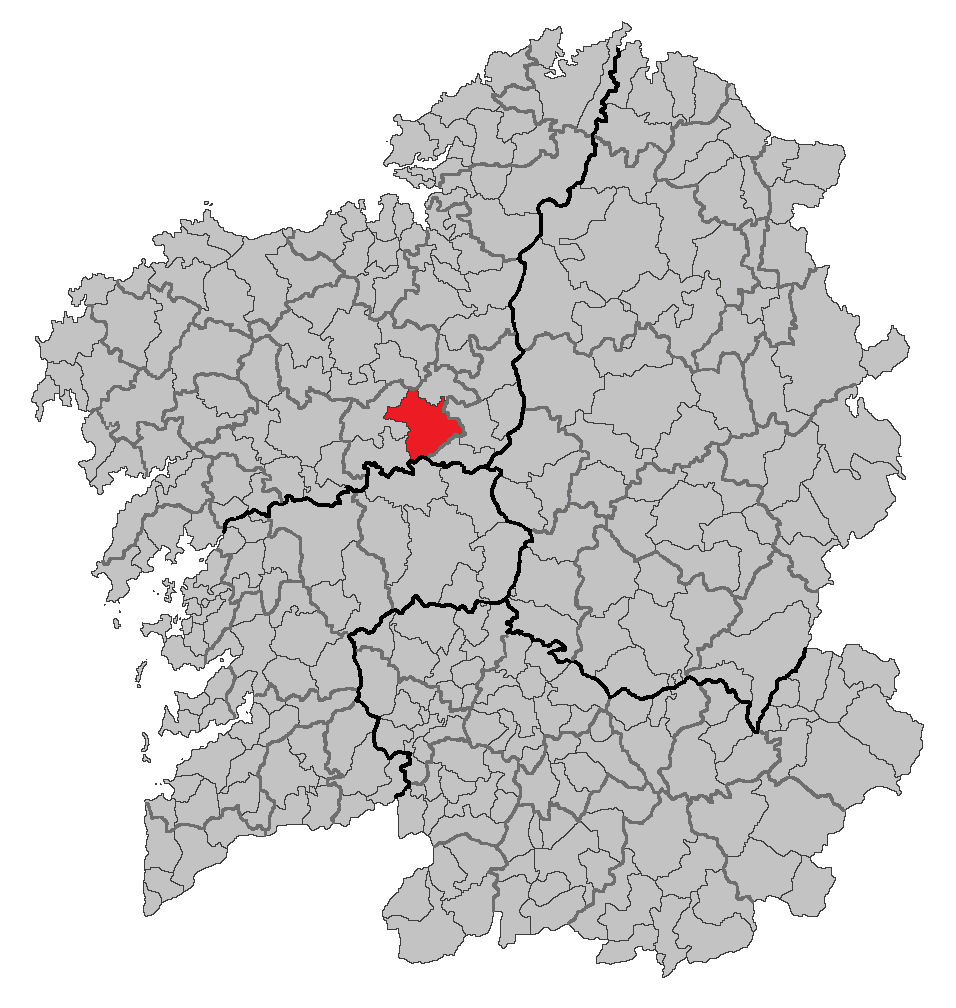
Estensione del comune in Galizia.

- Boente (San Giacomo apostolo) Bareta
- Brandeso (San Lorenzo)
- Branzá (Santa Leocadia)
- Burres (San Vincenzo)
- O Campo (Santo Stefano)
- Castañeda (Santa Maria)
- Dodro (Santa Maria)
- Dombodán (San Cristoforo)
- Figueiroa (San Paolo)
- Lema (San Pietro)
- Maroxo (Santa Maria)
- A Mella (San Pietro)
- Oíns (San Cosma)
- Pantiñobre (Santo Stefano)
- Rendal (Santa Maria)
- San Martiño de Calvos de Sobrecamiño (San Martino)
- Santa María de Arzúa (Santa Maria)
- Tronceda (Santa Maria)
- Viladavil (Santa Maria)
- Vilantime (San Pietro)
- Viñós (San Pietro)

## Cultura
È una tappa importante posta sul Cammino di Santiago, posta a circa 40 km da Santiago de Compostela.
In questa località convergono anche il camino francese e il camino del nord.
Nella via centrale è presente un piccolo monumento al Pellegrino, che serve anche da indicatore del percorso.

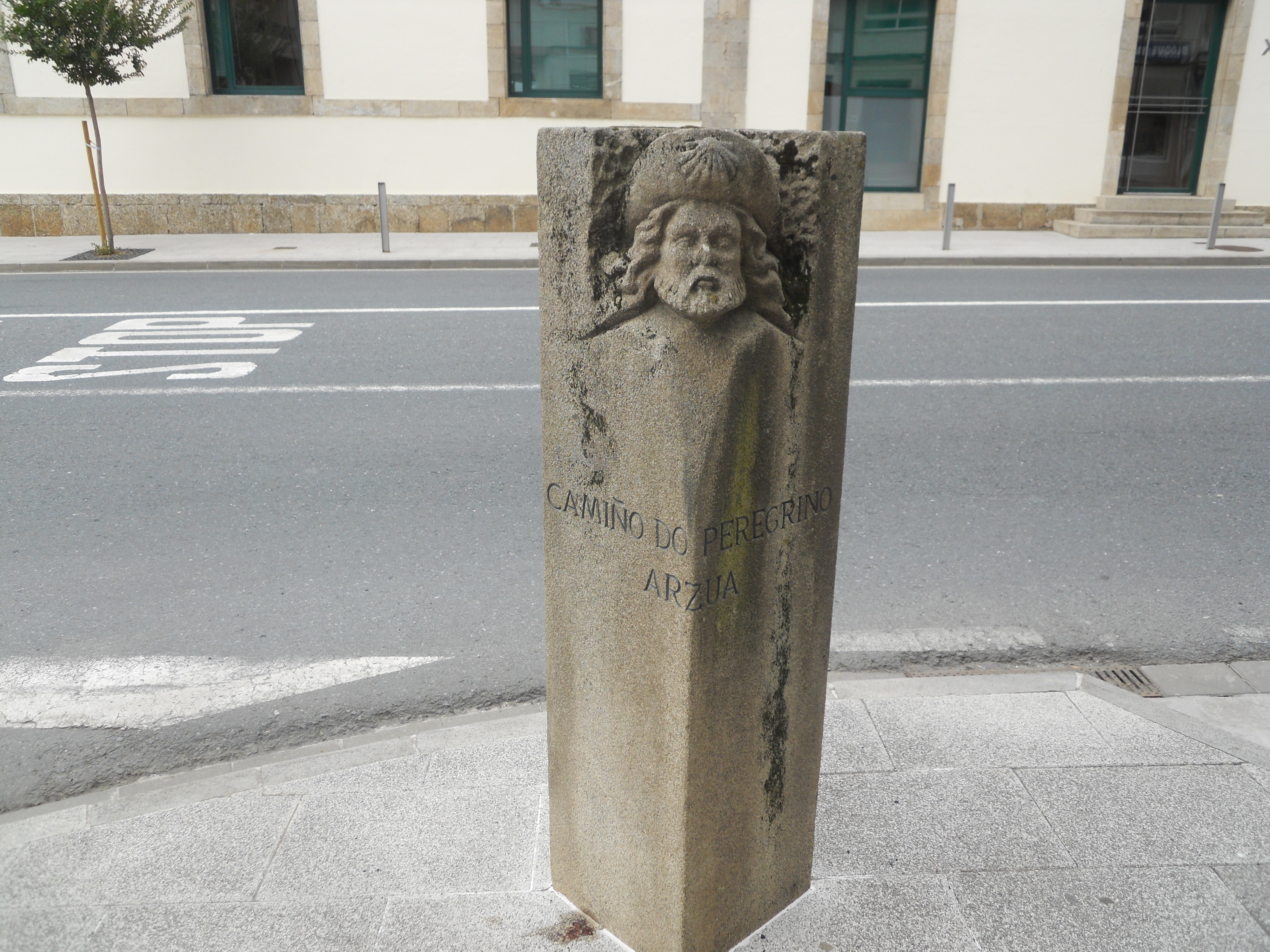
Monumento al Pellegrino nella via centrale di Arzùa